# Les Massacreurs du Kansas
Pour plus de détails, voir Fiche technique et Distribution.
Les Massacreurs du Kansas (titre original : The Stranger wore a gun) est un film américain réalisé en relief (3-D) par André de Toth, sorti en 1953.

## Synopsis
Durant la guerre de Sécession, Jeff Travis, espion pour Quantrill, décide de le laisser tomber après l'avoir vu tuer de sang froid un vieil ami unioniste et piller la ville de Lawrence dans le Kansas tout en massacrant les habitants. À la fin du conflit, on reproche à Travis d'avoir combattu aux côtés de ce boucher. Après avoir échappé plusieurs fois à la mort, il se réfugie en Arizona sur les conseils de son amie Josie, pensant pouvoir mener une nouvelle vie. Une fois arrivé à Prescott, il rencontre Jules Mourret qui sait tout de son passé et qui lui aussi a travaillé pour Quantrill. 
Mourret tient la ville sous sa coupe et envoie son gang dévaliser l'or transporté dans les diligences. Connaissant les antécédents de Jeff, Mourret souhaiterait l'avoir à son service mais, amoureux de la fille de propriétaire de la compagnie de transport et écœuré par les méthodes de Mourret, Jeff va tenter de rétablir un semblant d'ordre dans la ville.

## Fiche technique
- Titre original : The Stranger wore a gun
- Réalisation : André de Toth
- Scénario : Kenneth Gamet d'après Yankee Gold de John W. Cunningham
- Photographie : Lester H. White
- Montage : Gene Havlick et James Sweeney
- Musique : Mischa Bakaleinikoff (non crédité)
- Production : Harry Joe Brown
- Pays de production :  États-Unis
- Genre : Western
- Durée : 83 minutes
- Dates de sortie :
  - États-Unis : 30 juillet 1953 (New York)
  - Allemagne de l'Ouest : 23 avril 1954
  - France : 4 novembre 1954, 18 mars 1955 (Paris)
- Affiche : Constantin Belinsky (France)

## Distribution
- Randolph Scott (VF : Marc Valbel) : Jeff Travis
- Claire Trevor : Josie Sullivan
- Joan Weldon : Shelby Conroy
- George Macready (VF : Yvon Cazeneuve) : Jules Mourret
- Alfonso Bedoya (VF : Jean-Henri Chambois) : Degas
- Lee Marvin (VF : Jean Violette) : Dan Kurth
- Ernest Borgnine (VF : Jacques Erwin) : Bull Slager
- Pierre Watkin (VF : Richard Francœur) : Jason Conroy
- Joseph Vitale (VF : Raymond Destac) : Shorty
- Clem Bevans (VF : Jacques Ferréol) : Jim Martin

Acteurs non crédités
- Edward Earle : Jeb
- Frank Hagney : shérif-adjoint